# 홍장식
홍장식(洪章植, 1981년 8월 21일 ~ )은 대한민국의 바둑 기사이다.

## 약력
허장회 문하에서 바둑을 배웠으며 1997년에 입단했다. 1998년 2단을 거쳐 2000년 3단으로 승단하고 제10기 신인왕전 본선에 진출했다. 2003년 제8회 LG배 24강과 제15기 비씨카드배 신인왕전 본선에 진출했고 2004년 제4기 오스람코리아배 결선과 제15기 비씨카드배 신인왕전 본선에 진출했다. 2006년 5단으로 승단했고 2008년 6단을 거쳐 2010년 7월에 7단으로 승단하였다. 2008년 제13기 박카스배 천원전 본선과 2009년 제5기 한국물가정보배 본선에 진출했다. 2018년 전문기사직을 은퇴했다.